# Diócesis de Cabo Palmas
La diócesis de Cabo Palmas (en latín: Dioecesis Capitis Palmensis y en inglés: Roman Catholic Diocese of Cape Palmas) es una circunscripción eclesiástica de la Iglesia católica en Liberia. Se trata de una diócesis latina, sufragánea de la arquidiócesis de Monrovia. Desde el 5 de enero de 2011 su obispo es Andrew Jagaye Karnley.

## Territorio y organización
La diócesis tiene 31 760 km² y extiende su jurisdicción sobre los fieles católicos de rito latino residentes en los condados de Grand Gedeh, Grand Kru, Maryland, River Gee y Sinoe.
La sede de la diócesis se encuentra en la ciudad de Harper (o Cabo Palmas), en donde se halla la Catedral de Santa Teresa del Niño Jesús.
En 2021 en la diócesis existían 10 parroquias.

## Historia
La prefectura apostólica de Cabo Palmas fue erigida el 2 de febrero de 1950 mediante la bula Ut fidei propagandae del papa Pío XII, derivando el territorio del vicariato apostólico de Liberia (hoy arquidiócesis de Monrovia).
El 7 de mayo de 1962 la prefectura apostólica fue elevada a vicariato apostólico mediante la bula Cum sit Ecclesia del papa Juan XXIII.
El 19 de diciembre de 1981, mediante la bula Patet Ecclesiae del papa Juan Pablo II, el vicariato apostólico fue elevado a diócesis.

## Estadísticas
Según el Anuario Pontificio 2022 la diócesis tenía a fines de 2021 un total de 180 200 fieles bautizados.
| Año                                                                             | Población            | Población | Población      | Sacerdotes | Sacerdotes    | Sacerdotes    | Bautizados por sacerdote | Diáconos permanentes | Religiosos | Religiosos | Parroquias |
| Año                                                                             | Bautizados católicos | Total     | % de católicos | Total      | Clero secular | Clero regular | Bautizados por sacerdote | Diáconos permanentes | Varones    | Mujeres    | Parroquias |
| ------------------------------------------------------------------------------- | -------------------- | --------- | -------------- | ---------- | ------------- | ------------- | ------------------------ | -------------------- | ---------- | ---------- | ---------- |
| 1970                                                                            | 8875                 | 350 000   | 2.5            | 18         | 16            | 2             | 493                      |                      | 2          | 14         |            |
| 1980                                                                            | 7290                 | 260 000   | 2.8            | 11         | 2             | 9             | 662                      |                      | 9          | 23         | 23         |
| 1990                                                                            | 10 504               | 307 000   | 3.4            | 13         | 10            | 3             | 808                      | 1                    | 8          | 24         | 29         |
| 1991                                                                            | 9700                 | 327 000   | 3.0            | 15         | 12            | 3             | 646                      | 1                    | 9          | 11         | 29         |
| 2000                                                                            | 14 950               | 250 000   | 6.0            | 7          | 5             | 2             | 2135                     |                      | 2          | 7          | 12         |
| 2001                                                                            | 16 200               | 250 000   | 6.5            | 8          | 6             | 2             | 2025                     |                      | 2          | 7          | 12         |
| 2002                                                                            | 16 375               | 250 000   | 6.5            | 8          | 6             | 2             | 2046                     |                      | 2          | 8          | 12         |
| 2003                                                                            | 17 595               | 250 000   | 7.0            | 13         | 8             | 5             | 1353                     |                      | 5          | 11         | 9          |
| 2004                                                                            | 17 595               | 250 000   | 7.0            | 13         | 8             | 5             | 1353                     |                      | 5          | 11         | 9          |
| 2006                                                                            | 19 100               | 271 000   | 7.0            | 9          | 8             | 1             | 2122                     |                      | 1          | 18         | 10         |
| 2007                                                                            | ?                    | 282 000   | ?              | 11         | 9             | 2             | ?                        |                      | 2          | 18         | 11         |
| 2013                                                                            | 154 000              | 316 000   | 48.7           | 12         | 10            | 2             | 12 833                   |                      | 2          | 18         | 10         |
| 2016                                                                            | 159 485              | 392 000   | 40.7           | 15         | 11            | 4             | 10 632                   |                      | 9          | 18         | 10         |
| 2019                                                                            | 163 346              | 414 320   | 39.4           | 15         | 15            |               | 10 889                   |                      | 4          | 20         | 10         |
| 2021                                                                            | 180 200              | 455 300   | 39.6           | 21         | 21            |               | 8580                     |                      | 6          | 18         | 10         |
| Fuente: Catholic-Hierarchy, que a su vez toma los datos del Anuario Pontificio. |                      |           |                |            |               |               |                          |                      |            |            |            |

## Episcopologio
- Francis Carroll, S.M.A. † (27 de octubre de 1950-20 de diciembre de 1960 nombrado vicario apostólico de Monrovia)
- Nicholas Grimley, S.M.A. † (7 de mayo de 1962-30 de julio de 1972 renunció)
- Patrick Kla Juwle † (30 de julio de 1972-18 de agosto de 1973 falleció)
- Boniface Nyema Dalieh † (17 de diciembre de 1973-15 de octubre de 2008 retirado)
  - Sede vacante (2008-2011)
- Andrew Jagaye Karnley, desde el 5 de enero de 2011